# Kalypso (målare)
Kalypso, född okänt år, död under 200-talet f.Kr., var en antik grekisk målare. Hon upptogs av Plinius den äldre i Naturalis historia 35, där tre verk av henne finns beskrivna. 